# Lindholm (Stege Bugt)
|  | Denne artikel omhandler Lindholm i Stege Bugt. Der er også andre lokaliteter med dette navn, se Lindholm |
 Der er for få eller ingen kildehenvisninger i denne artikel, hvilket er et problem. Du kan hjælpe ved at angive troværdige kilder til de påstande, som fremføres i artiklen.

Lindholm er en lille ø i Stege Bugt på 7 hektar. Navnet Lindholm kendes fra 1200-tallet som "holmen med lindetræer". Øen er hjemsted for DTU Lindholm, og har tre faste indbyggere, der fungerer som bådførere og vægtere. Øen kan kun besøges med tilladelse fra DTU Lindholm. Lindholms ejer solgte øen til staten i 1925. Tidligere har øen båret navne som Statens Veterinære Institut for Virusforskning samt Afdeling for Virologi. Fra 1938 blev der her fremstillet vaccine mod Mund- og klovsyge.

## DTU Veterinærinstituttet
I dag eksisterer der ca. 13.000 m² bygninger bestående af bl.a. laboratorier, kontorer, stalde og værksteder. Der rejser dagligt 80-100 personer til/fra øen fra Kalvehave, der betjenes af to færger, hvoraf den ene hedder M/F Virus med henvisning til øens funktion, den anden hedder M/F Ulvsund.
Man arbejder med diagnosticering og forskning i virussygdomme, der potentielt kan skade produktionen af husdyr i Danmark. Foruden mund- og klovsyge, gælder det bl.a. rabies, svinepest, samt fremmede husdyrssygdomme.
Forskningsstationen blev indrettet på denne ø specielt med henblik på at kunne hindre smittespredning. Der er således kun kendskab til et enkelt tilfælde, hvor der er sket en overførsel af smitte. For også fremover at undgå smitte, opretholdes strenge sikkerhedsforanstaltninger vha. sluser ved laboratorierne, særlige luftfiltre til ventilationen, afbrænding af risikoaffald og opvarmning af spildevand til op over kogepunktet. Der er således kun adgang til øen med særlig forudgående tilladelse, ligesom der på tilsvarende vis opretholdes en sikkerhedszone rundt om øen, der når 100 meter ud fra kysten.
Når et dyr først er fragtet med færgen til Lindholm, kommer det ikke levende fra øen. Efter forsøgene er afsluttet, bliver dyrene aflivet og brændt i øens krematorium. Dette er for at minimere risikoen for smittespredning.

### Flytning af forskningscentret
DTU planlægger at flytte forskningscentret fra Lindholm til et stort nybyggeri på hovedcampusområdet ved Lundtofte, hvori de tre institutter DTU Aqua, DTU Fødevareinstituttet og DTU Veterinærinstituttet vil blive samlet.
Ifølge DTU's beregninger vil det give store besparelser, da det bl.a. ikke længere vil være nødvendigt med udgifter til færgedrift og ekstra udgifter til øens selvforsyning med varmecentral, vandrensningsanlæg og spildevandsanlæg.
Universitetet mener desuden, at en flytning vil give betydelig faglige synergieffekter.
Planen mødte modstand blandt lokalpolitikere i Vordingborg der påpegede at de ville miste vidensarbejdere.
Professor Søren Alexandersen fra Statens Serum Institut mener ikke, at man ville spare på en flytning fra øen.
I april 2013 besluttede man at udskyde flytningen til 2017, til et nyt campus ved DTU i Lyngby. Årsagen er usikkerheder i forbindelse med en aftale med et tysk institut omkring analyser af prøver i forbindelse med et evt. udbrud af mund- og klovsyge. Hvilket i følge DTU vil give problemer med beredskabet. Onsdag den 17. april udsatte Folketingets finansudvalg godkendelsen af aktstykket omkring nybyggeriet i Lyngby, hvorfor flytningen kan blive yderligere udsat.
I midten af 2018 sluttede man med at lave dyreforsøg på Lindholm, og i løbet af 2019 ventes alle aktiviteter flyttet til Danmarks Tekniske Universitet, Statens Seruminstitut og Københavns Universitet.
Ved dannelsen af regeringen Mette Frederiksen har socialdemokratiet droppet den tidligere regering,VLAK's planer om at etablere Udrejsecenter Lindholm.

## Henvisning
1. ↑  Danmarks Statistik: Statistisk Aarbog 1990 – Kap. 1: Befolkning og valg, Tabel 3: Areal og folketal for landsdele og beboede øer
2. ↑  https://www.ft.dk/samling/20181/almdel/uui/bilag/106/2017640.pdf
3. ↑  Fra idyllisk sommerhus-ø og hjemsted for smitsom virus til udrejsecenter | TV2 ØST
4. ↑  Theis Otzen (20. januar 2011). "Isoleret forskningscenter skal til Lundtofte". Det grønne område.{{cite news}}:  CS1-vedligeholdelse: url-status (link)
5. ↑  Theis Otzen (20. januar 2011). "DTU: Sikkerheden vil blive lige så god i Lundtofte". Det grønne område. Arkiveret fra originalen 5. marts 2016. Hentet 14. april 2011.
6. ↑  https://www.dr.dk/nyheder/regionale/sjaelland/slut-med-virus-forskning-efter-92-aar-lindholm-har-lavet-sit-sidste
7. ↑  "DTU tvunget til at udskyde lukning af forskningscenter på isoleret ø". Ingeniøren. 18. april 2013. Hentet 22. april 2013.
8. ↑  Slut med virus-forskning efter 92 år: Lindholm har lavet sit sidste dyreforsøg Peter-MIikkel Pihl Rasmussen og Julie Würtz dr.dk 10. september 2018
9. ↑  Regeringen stopper endegyldigt Lindholm-plan | TV2 ØST
10. ↑  https://politiken.dk/indland/politik/FV19/art7271342/Udrejsecenter-p%C3%A5-Lindholm-bliver-droppet
11. ↑  https://sn.dk/Vordingborg/Nyt-Lindholm-forslag-Fra-fange-oe-til-wellness/artikel/853359